# Piper pilobracteatum
Piper pilobracteatum är en pepparväxtart som beskrevs av Chaveer. & Sudmoon. Piper pilobracteatum ingår i släktet Piper och familjen pepparväxter. Inga underarter finns listade i Catalogue of Life.